# Costa de Caparica
Costa de Caparica es una freguesia portuguesa del concelho de Almada, con 10,18 km² de área y 13 418 habitantes (2011).
Se encuentra cerca la desembocadura del río Tajo en Lisboa, la Costa de Caparica es una de las zonas de playa más grande de Europa, con 30 kilómetros de arenales.

## Geografía
Costa de Caparica delimita al norte con el territorio de Trafaria, al este con Caparica, Sobreda y Charneca da Caparica; al sur con Seixal, y al oeste con el océano Atlántico.

## Historia
Durante mucho tiempo Costa de Caparica no fue más que un conjunto de marismas, pequeños jardines y unas pocas chozas, siendo la zona conocida con los nombres de "Terra de Pescado" y "Costa do Mar". La referencia más antigua que existe es de 1780, por lo que se trata de un núcleo urbano relativamente reciente.
Sus primeros habitantes fueron pescadores de la región del Algarve (extremo sur de Portugal) y del distrito de Aveiro (norte del país) que solían pasar los meses de octubre, noviembre y diciembre en estas playas, atraídos por las buenas oportunidades inherentes a su trabajo. Con el tiempo, formaron aquí sus propias familias, comenzando así a poblar la Costa de Caparica.
En el siglo XIX la zona empezó a atraer a la nobleza lisboeta, que así pudo aprovechar las amplias playas con vistas al océano Atlántico y los largos paseos entre los bosques marítimos de pinos y eucaliptos. Durante este período también se construyó una residencia para albergar al rey de Portugal.
El 12 de febrero de 1949 fue elevada al rango de freguesia y el 9 de diciembre de 2004 se le otorgó el estatus de ciudad.

## Turismo
Un tren turístico llamado Transpraia (Minitren de Caparica, cuatro estaciones y 15 apeaderos) con acceso directo a las playas y su 4 campamentos recreativos (acampada), recorre 9 kilómetros di su costa hasta llegar a Fonte da Telha. 
Las playas son bastante agradables para practicar el surf y bodyboarding. 
A tan sólo 15 km de Lisboa, la Costa de Caparica es una gran zona de ocio llena de restaurantes, discotecas y terrazas. 
Al sur de la Praia de Bela Vista se encuentra la Praia 19, que ha sido catalogada como una de las playas más populares para el turismo homosexual en la península ibérica y toda Europa.

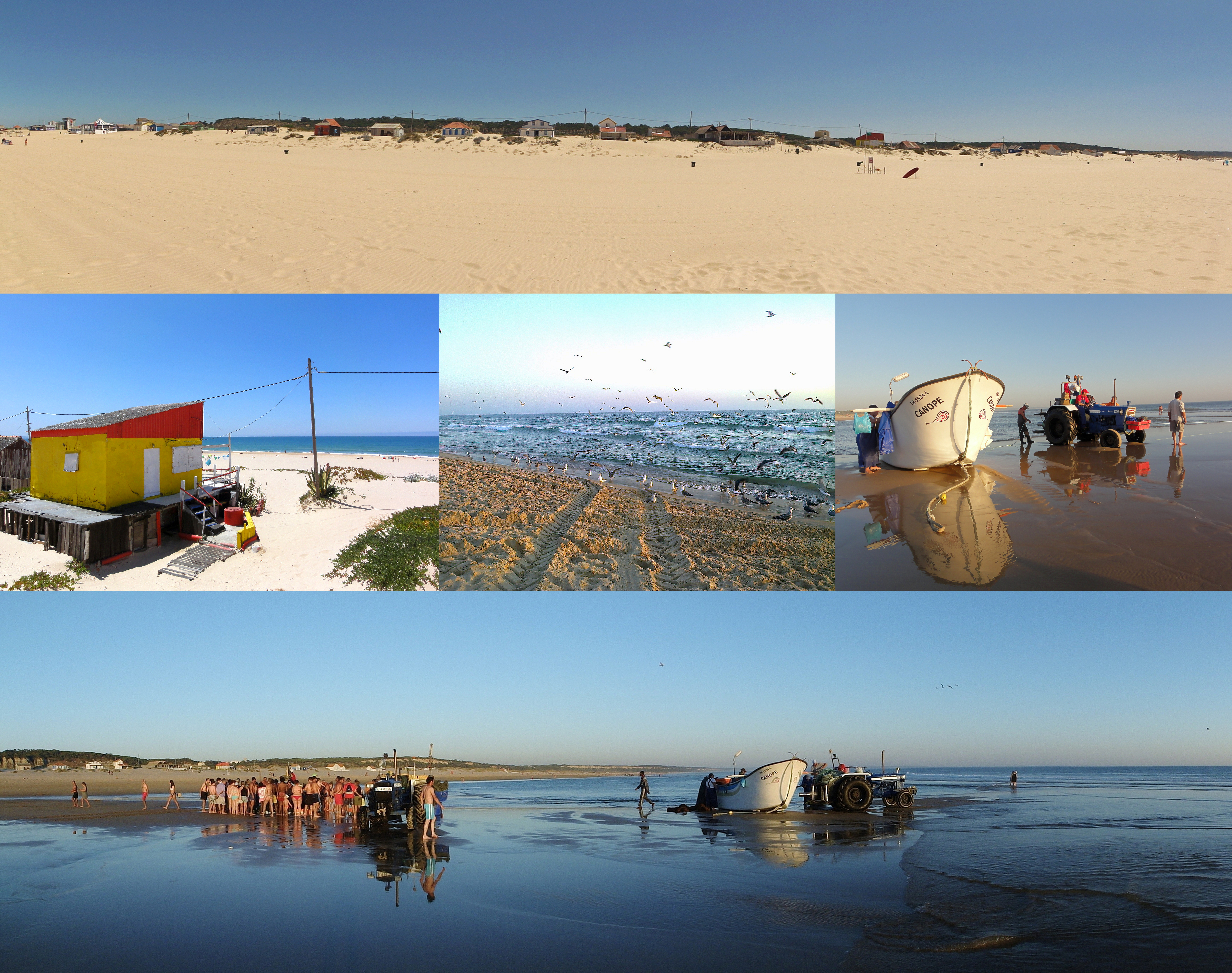
Pesca artesanal en la Playa de la Salud 38°37'46.33"N 9°13'44.98"W ya 15 kilómetros de la ciudad de Lisboa.